# 16e régiment d'artillerie
Pour les articles homonymes, voir 16e régiment.
Le 16e régiment d'artillerie (16e RA) est une unité d'artillerie de l'armée française, sous le Second Empire, créé en 1854 sous le nom de 16e régiment d'artillerie à cheval. En 2000 il devient le 16e groupe d'artillerie.

## Création et différentes dénominations
- 1854 : création du 16e régiment d'artillerie à cheval
- 1860 : création du 16e régiment d'artillerie monté
- 1867 : création du 16e régiment d'artillerie pontonniers
- 1872 : création du 16e régiment d'artillerie
- 1883 : 16e régiment d'artillerie de campagne (RAC)
- 1924 : 16e régiment d'artillerie divisionnaire (RAD)
- 1928 : dissous
- 1928 : 16e régiment d'artillerie divisionnaire (RAD) par transformation du 113e régiment d'artillerie lourde[1]
- 1933 : devient 36e régiment d'artillerie(RAD)[1]
- 1933 : 16e régiment d'artillerie divisionnaire tractée (RAD) par transformation du 353e régiment d'artillerie[1]
- 1940 : détruit et capturé[1]
- 1945 : 16e régiment d'artillerie
- 1946 : dissous
- 1946 : 1er groupe du16e régiment d'artillerie - automoteurs[1]
- 1960 : 16e régiment d'artillerie de brigade[1]
- 1968 : 16e régiment d'artillerie[1]
- 2000 : 16e groupe d'artillerie (GA)
- 2011[réf. nécessaire] : dissolution

## Colonels et chefs de corps
- 6 janvier 1852 : Marie Justin Lin Soleille[note 1],[2]
- 10 mai 1854 : Lucien Bernard de Veulens
- 1860 : colonel de Laqueuille
- 1861 : Charles Malherbe[3]
- 1866 : Wallerand Léonce Alcée Lagroy de Croutte de Saint Martin
- 20 avril 1872 : Joseph Jules Irénée Cauvet
- 1877 : colonel Teissèdre
- 1880 : Raoul Boscal de Réals de Mornac
- 1886 : colonel Le Bourg
- 1889 : colonel Morio
- 1894 : colonel Julliard
- 1895 : colonel Lelong
- 1899 : colonel Martin
- 1914 : colonel Dupont de Dinechin[4]
- février - avril 1917 : colonel Zaubeaux[5]
- avril 1917 : commandant Reyne (provisoirement)[5]
- avril 1917 - juillet 1917 : colonel Zaubeaux[5],[6]
- juillet 1917 : commandant Reyne (provisoirement)[6]
- juillet 1917 - février 1919 : commandant (puis lieutenant-colonel[7]) Reboix[8]
- février 1919 - ? : lieutenant-colonel Chevalet[9]
- 1939-1940 : lieutenant-colonel Noël Louis Hyacinthe Aizier
- 1975-1977 : Claude Sommervogel
- 1978 : Pierre Tillette de Clermont-Tonnerre
- 1980 : Claude Perrot[10]
- 1982 : Lieutenant-Colonel Vigla
- 2007 : Gaëtan Sevin
- 2010 : Arnaud de Regnauld de La Soudière[11]
- 2011 : Dissolution du 16e GA

## Historique des combats et bataille du 16e régiment d'artillerie

### De 1840 à 1854
Le 16e régiment d'artillerie est créé le 14 février 1854 à Toulouse. 
En 1854, le nombre des régiments d'artillerie est porté à 17. Le no 16, qui est donné à l'ancien 7e régiment d'artillerie, qui, transformé en régiment à cheval, devint le « 16e régiment d'artillerie à cheval ».
En 1854-1855, les 2e et 4e batteries du 16e régiment d'artillerie à cheval sont envoyées en Crimée et elles participent aux batailles de l'Alma, de Balaklava et d'Inkerman en 1854, à la prise du Mamelon-Vert et à la bataille de Traktir en 1855.

### Second Empire
En 1859, les 1re, 3e et 8e batteries sont engagées dans la campagne d'Italie où elles s'illustrent aux batailles de Magenta et de Solférino. 
En 1860, le nombre des régiments d'artillerie est porté à 20. Le 16e régiment d'artillerie à cheval recule et prend le no 20. 
 C'est un régiment monté de nouvelle formation qui est créé le 20 février 1860, sous le nom de 16e régiment d'artillerie. Ce nouveau régiment est formé avec 5 batteries du 7e régiment d'artillerie et 5 batteries du 10e régiment d'artillerie.
Cette même année, les 9e et 10e batteries participent à l'expédition de Chine et assistent à la prise du camp retranché de Tang Hoo, à la prise des forts du Peï-Ho et à la bataille de Palikao. 

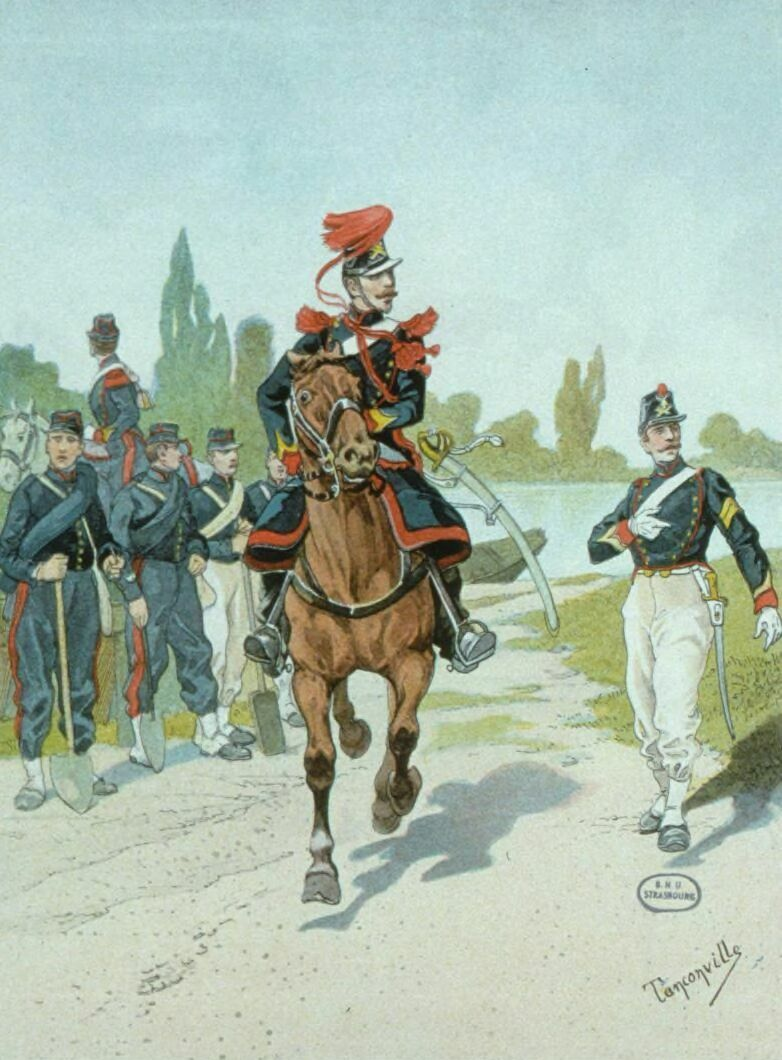
Pontonniers du 16e régiment d'artillerie, en tenue de travail, autour d'un sous-officier du d'artillerie à cheval en tenue de parade, au printemps 1870 à Strasbourg. Dessin de Henry Ganier-Tanconville.

En 1867, la différence qui existait entre les régiments à pied et les régiments montés est effacée : il n'y a plus que des régiments mixtes et des régiments à cheval.

Le corps des pontonniers, qui porte depuis 1854 le no 6 à la suite des régiments à pied, n'est plus à sa place de bataille : il prend le no 16 entre les régiments mixtes et les régiments à cheval, et il cède le no 6 au no 16 prenant le nom de « 16e régiment d'artillerie ».

### 1871 à 1914
Lors de la réorganisation du 20 avril 1872, le 16e régiment d'artillerie, en garnison à Bourges, garde 10 de ses batteries, et reçoit 2 batteries du 1er régiment d'artillerie, 1 batterie du 2e régiment d'artillerie, 1 batterie du 11e régiment d'artillerie, 1 batterie du 12e régiment d'artillerie, 1 batterie du 18e régiment d'artillerie et 5 batteries du 22e régiment d'artillerie. 
Le remaniement du 28 septembre 1873 le place dans la 13e brigade d'artillerie, et lui enlève ses deux batteries à cheval qui passent au 36e régiment d'artillerie. Il est stationné à Clermont-Ferrand
En 1876, la 2e batterie est envoyée en Algérie ou elle participe à l'expédition d'El-Amri.
En 1881, les 2e, 12e et 13e batteries sont engagées dans l'expédition de Tunisie et elles participent aux combats d'El-Fedj et de Béja.
En 1885, la 2e batterie bis participe durant la guerre franco-chinoise à l'expédition du Tonkin et se trouve engagée au combat de Duc-Lam et au combat de Tray-Son.

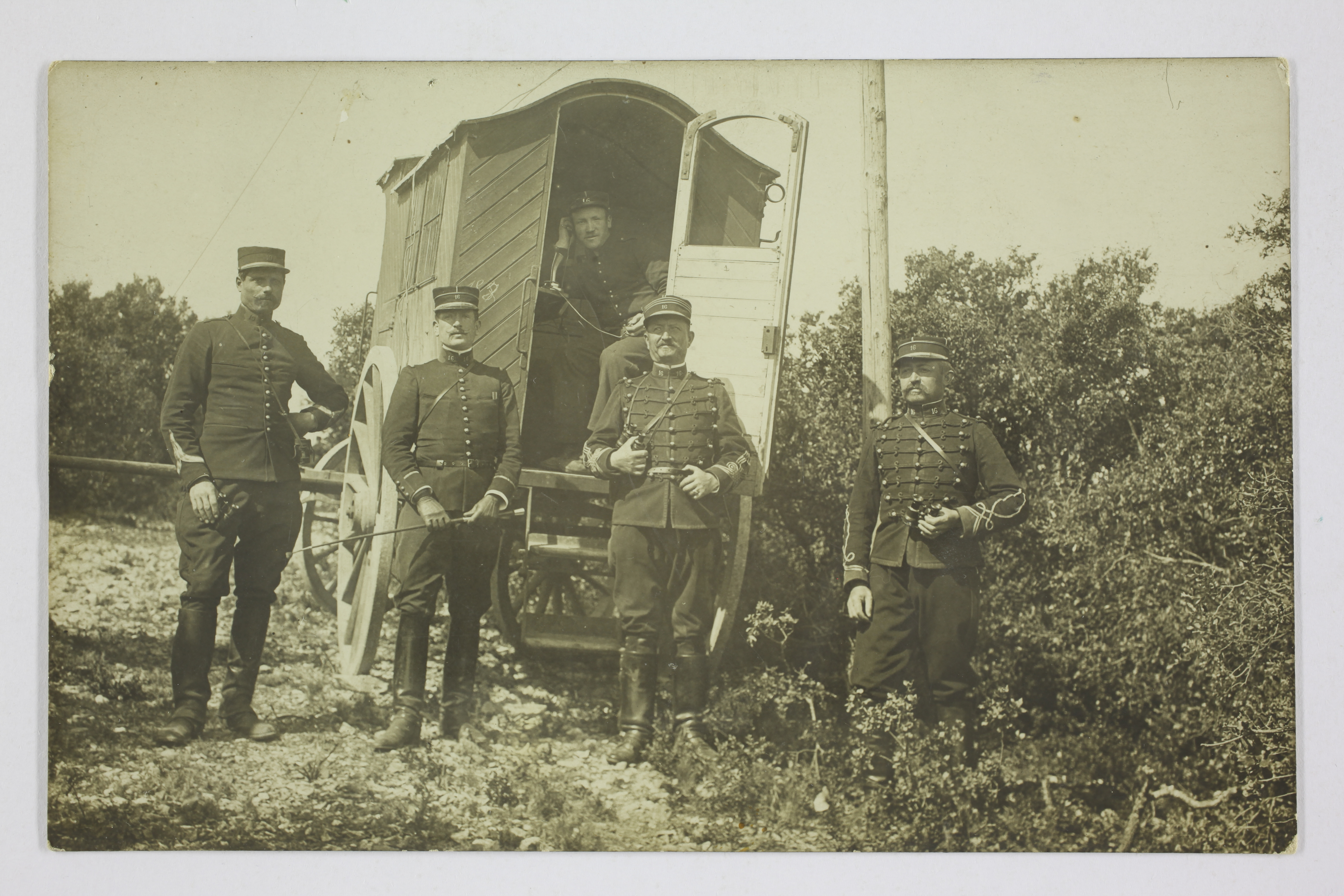
Officiers et sous-officiers du 16e RAC de Clermont-Ferrand vers 1907-1909.

Suivant ses éléments précurseurs arrivés en décembre 1913, le 16e régiment d'artillerie de campagne rejoint Issoire en mars 1914.

### Première Guerre mondiale

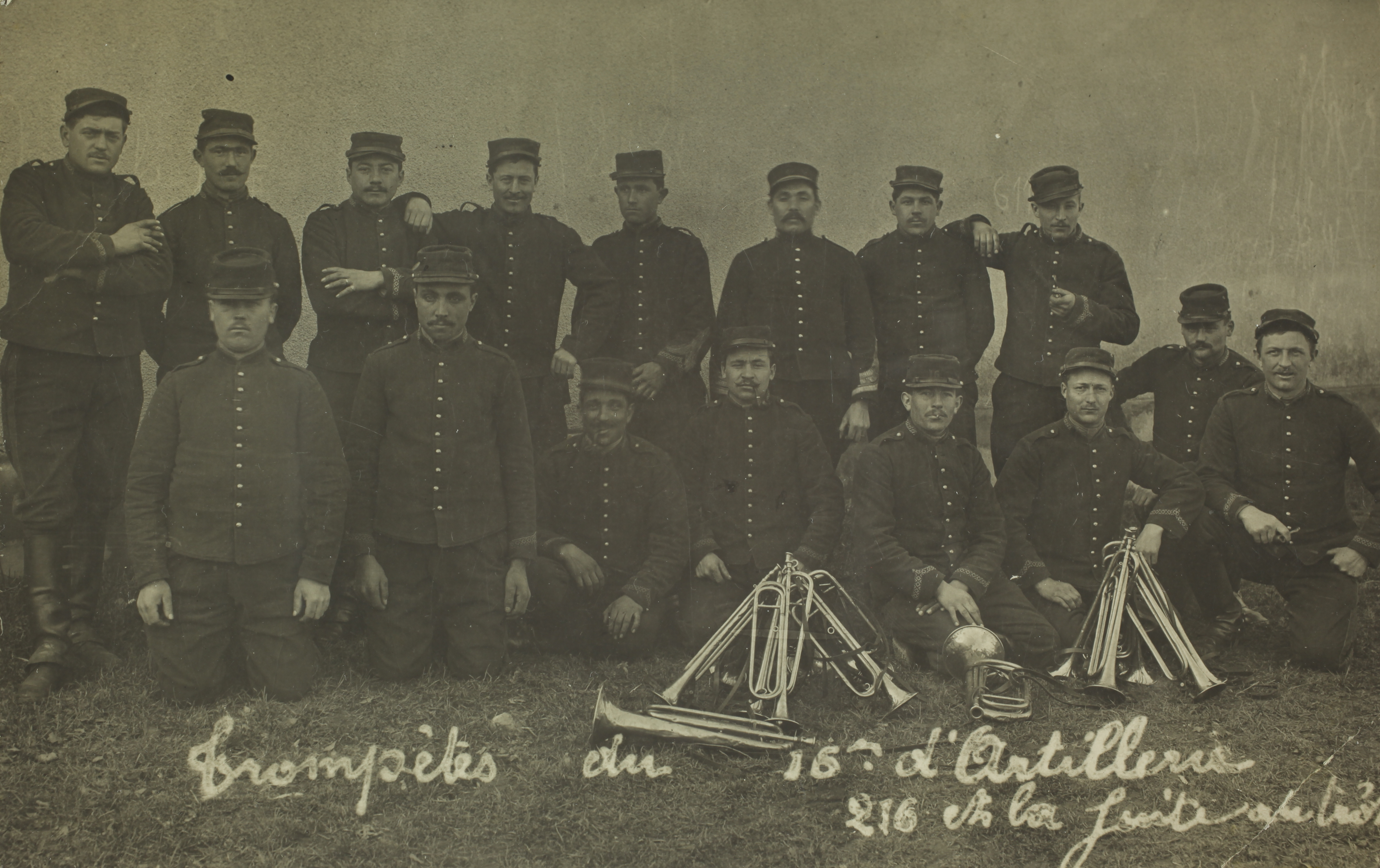
Trompettes du 16e RAC, vers 1914.

#### Affectation
En 1914 à la déclaration de guerre, il stationne à Issoire sous le nom de 16e régiment d'artillerie de campagne (16e RAC). Équipé de 36 canons de 75 mm, il est rattaché à la 26e division d'infanterie, et en temps de paix à la 13e brigade d'artillerie. 
Il est composé de 3 groupes de 3 batteries chacun (9 batteries au total), 46 sous-officiers, 481 hommes et 514 chevaux.

#### 1914
Deux autres unités du 16e RAC ne combattent pas avec le régiment. Formé majoritairement de réservistes du 16e, un groupe d'artillerie est mis sur pied en août 1914 à Issoire, équipé de canons de 75. Il forme l'artillerie divisionnaire de la 63e division d'infanterie (AD/63), avec un groupe du 36e RAC et un autre du 53e RAC. L'AD/63 devient le 216e régiment d'artillerie de campagne en avril 1917.
En novembre 1914, un groupe d'artillerie territorial est créé au sein du 16e RAC avec deux batteries de vieux canons de 95 mm issues des 36e et 53e RAC. Il fait partie l'artillerie divisionnaire de la 84e division d'infanterie territoriale (AD/84T). Il rejoint ensuite en juillet 1915 l'artillerie de corps du 3e corps d'armée (AC/3) puis celle du 21e corps d'armée (AC/21) en février 1917, après avoir remplacé ses canons de 95 par des 75. L'AC/21 devient le 212e régiment d'artillerie de campagne en avril 1917.
En 1914, il combat d'abord dans le secteur des 1re et 2e armée avant de prendre part à la Course à la mer en septembre. Il participe enfin à la bataille des Flandres en novembre.

#### 1915
En 1915, il combat dans l'Oise et la Somme de janvier à septembre puis en octobre-novembre dans le secteur de Montdidier. 

#### 1916

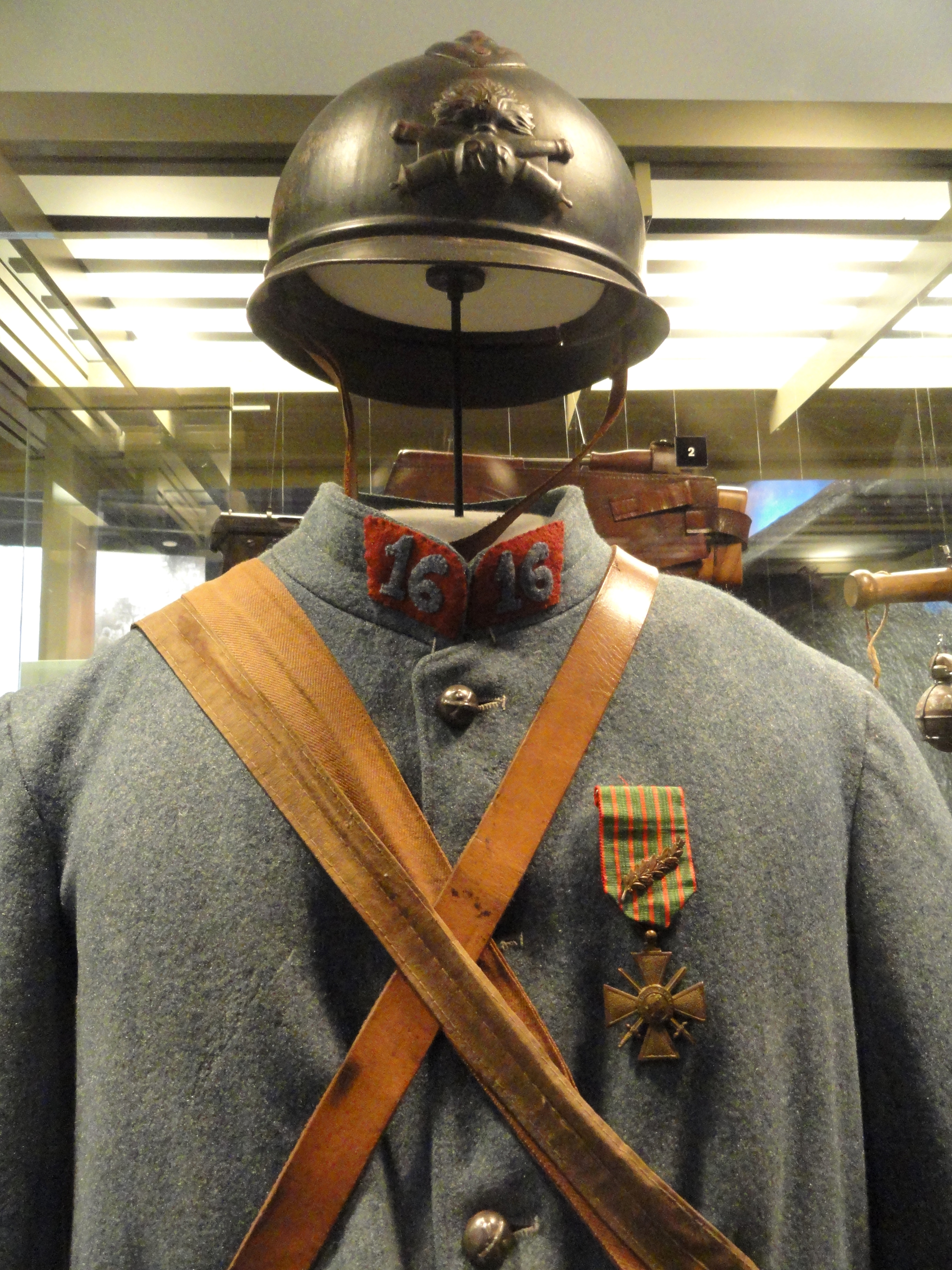
Uniforme du 16e RAC vers 1916-1917.

En janvier, le régiment qui se trouve toujours dans le secteur de Montdidier tient les positions à Conchy-les-Pots et Roye-sur-Matz.
Après avoir cantonné vers Pierrefonds et Vic-sur-Aisne, le régiment embarque le 26 février à Verberie, Béthisy-Saint-Pierre et Gilocourt et débarque dans la région de Sainte-Menehould, Revigny, Valmy, Nettancourt, pour rejoindre dans le secteur de Verdun.

En mars il prend position dans la région de Montzéville, Esnes et effectue des tirs de barrage lors de l'attaque allemande sur Malancourt, Béthincourt, et le Mort-Homme, puis il arrête une attaque sur le bois d'Avocourt.

Durant la bataille de Verdun, le régiment perd 9 officiers blessés, 40 hommes tués, 75 blessés et 16 canons.
Le régiment est relevé fin mars et, passant par Vadelaincourt et Vaubecourt il embarque à Blennes pour débarquer à Moyenneville et Chevrières et est envoyé dans le secteur de Pimprez, Bailly, Tracy-le-Mont.  
Il participe à la bataille de la Somme à Chaulnes. 

#### 1917
Au début de 1917, le régiment est au repos dans la Haute-Marne au château de Goncourt puis il est dirigé sur le chemin des Dames puis il embarque en juin, à Nesles à destination du camp de Mailly.
En août il se trouve à Verdun et occupe les positions au bois de Fouchères et au bois Saint-Pierre puis dans la forêt de Hesse d'ou il bombarde la cote 304.
En octobre il se trouve dans le secteur de Vauquois devenu un secteur calme.

#### 1918

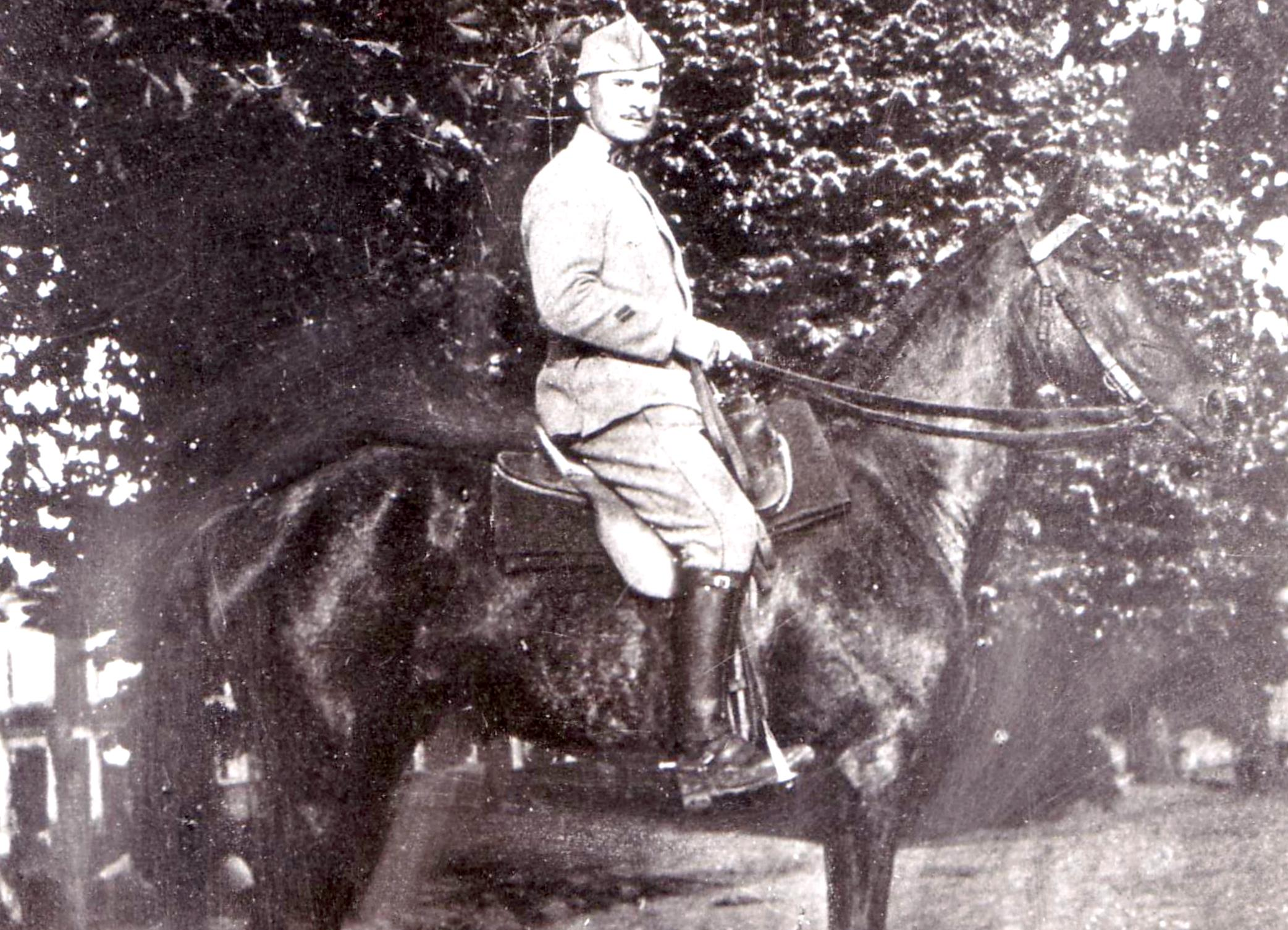
Un brigadier du 16e RAC à cheval, vers 1918.

En septembre il se trouve dans le secteur de Saint-Mihel et au bois des Caures en octobre.

### Entre-deux-guerres
Le régiment est dissout en 1924 et ses éléments forment, avec ceux du 21e et du 36e régiment, le 113e RALH à Issoire.
Le 16e régiment d'artillerie divisionnaire est recréé à partir du 36e RA et de l'ex-113e RAL. Il est rattaché au 13e corps d'armée et caserné à Clermont-Ferrand.

### Seconde Guerre mondiale
En 1939, le 16e RAD est équipé de canons de 75 mm modernisés et tractés par des véhicules motorisés. Il fait partie de la 25e division d'infanterie motorisée. Le 10 mai, il entre en Belgique et aux Pays-Bas avec la division (plan Dyle). Puis une partie du régiment participe à la défense de Lille tandis que l'autre gagne Dunkerque. Au cours de son repli, le 27 mai, il détruit, selon les récits français, douze chars lors d'une « résistance désespérée ». Pour cette action, le régiment recevra une citation à l'ordre de l'armée.
Il embarque le 30 mai, sur le torpilleur Sirocco en direction de l'Angleterre. Mais le navire est touché par une torpille allemande sur l'arrière. Ne pouvant se déplacer, il demande à être remorqué mais il est achevé par un bombardement aérien. Seulement 270 personnes sont sauvées sur les 950 présents par des bateaux britanniques.
Le régiment est dissout en 1940.
Il est recréé en février 1945 avec des éléments FFI de Corrèze. Régiment d'artillerie de la 3e division blindée, il est équipé de pièces tractées de fabrication française ou allemande récupérées aux Allemands, ainsi que d'automoteurs type Sturmgeschütz III et IV. Il est réduit à un seul groupe pour renforcer le 30e régiment d'artillerie et n'est pas engagé au combat. Il est dissous en avril 1946.

### Après 1945
Après-guerre, il est caserné successivement à Châlons-sur-Marne, Wittlich, Trèves et enfin Melun. En 1984, il s'installe à Rennes puis devient le 16e groupe d'artillerie en 2000 et s'installe, au quartier de La Courrouze. Le 16e GA est chargé d'assurer le soutien des diverses composantes de la Région terre Nord-Ouest. En 2009, l'unité est restructurée dans le cadre de la création de la base de défense de Rennes et est finalement dissoute en 2011[réf. à confirmer], remplacée par le groupement de soutien de la base de défense de Rennes. 

## Traditions

### Faits d'armes inscrits sur l'étendard

L'étendard du 16e RA (revers).

- Inkerman 1854[24]
- Solférino 1859[24]
- Extrême-Orient 1884-1885[24]
- L’Aisne 1917/1918[24]
- Saint-Mihiel 1918[24]

### Décorations
Le régiment a reçu la Croix de Guerre 1914-1918 et 1939-1945.
Il est cité à l'ordre de l'armée le 24 juin 1918 :

« Régiment remarquable par sa ténacité au combat, son endurance et son dévouement à l’infanterie. Après s’être maintes fois distingué sous le commandement du lieutenant-colonel Bouquillon, vient pendant cinq jours de bataille, de se faire remarquer sous les ordres du lieutenant-colonel Rebois, par la rapidité de son déploiement, ses tirs contenus sous les bombardements toxiques ou autres, même à proximité immédiate de l’ennemi, contre lequel il dut se défendre au mousqueton. »

## Personnalités ayant servi au sein du régiment
- Émile Fayolle (1852-1928), Maréchal français.
- Emile Peytavin (1898-1972), résistant français.
- Jacques Petitjean (1918-1991), résistant français, Compagnon de la Libération.